# До кінця світу
«До кінця світу»
(фр. Jusqu’au bout du monde,
ісп. Hasta el fin del mundo,
дан. Til Verdens Ende;
інша назва
англ. The Dead Don't Hurt) — фільм вестерн 2023 року, сценаристом, режисером, продюсером і композитором якого став Вігго Мортенсен. Фільм є спільним виробництвом Мексики, Великої Британії, США, Данії, Канади.

## Сюжет
Події розгортаються в Америці на початку Громадянської війни. Волелюбна квіткарка Вів'єн (Вікі Кріпс) перебралася до Сан-Франциско з Канади. Вона не хоче виходити заміж за нудного аристократа. Тесляр Хольгер (Вігго Мортенсен), який приїхав з Данії, приваблює її набагато більше. Разом вони покидають місто та вирушають углиб країни. У невеличкому будинку десь у Неваді вони мріють про щастя – великий дім та сад біля нього. Коли починається Громадянська війна, Хольгер без роздумів їде добровольцем, залишаючи Вів'єн саму. У місті, де всі підкорюються не законам, а свавільним вибрикам місцевих багатіїв, самотній жінці не було легко.

## У ролях
| Актор            | Роль                |
| ---------------- | ------------------- |
| Вікі Кріпс       | Вів'єн Ле Куді      |
| Вігго Мортенсен  | Хольгер Олсен       |
| Соллі МакЛеод    | Вестон Джеффріс     |
| Денні Г'юстон    | Рудольф Шиллер      |
| Ґаррет Діллагант | Альфред Джеффріс    |
| Колін Морган     | Льюїс Картрайт      |
| Рей Маккіннон    | суддя Благден       |
| В. Ерл Браун     | Алан Кендалл        |
| Атлас Грін       | малюк Вінсент       |
| Люк Рейлі        | доктор Рейлі        |
| Джон Гетц        | преподобний Сімпсон |
| Надя Ліц         | Марта Гілкісон      |

## Виробництво
У жовтні 2022 року стало відомо про новий кінопроект Мортенсена, в якому він обійме посаду режисера, виконавця головної ролі та сценариста. Це друга режисерська робота, де сам Вігго був режисером, головним актором та композитором.
До акторського складу фільму також увійшли Вікі Кріпс, Соллі МакЛеод, Денні Г’юстон та В. Ерл Браун. Фільм є спільним виробництвом Talipot Studio, Recorded Picture і Perceval Pictures.
З 12 жовтня 2022 року розпочалися основні зйомки фільму, які проходили в Канаді (провінції Онтаріо та Британська Колумбія) і Мексиці (штат Дуранго). Зйомки були завершені в грудні 2022 року.

## Прем'єра
Прем'єра «До кінця світу» відбулася на Міжнародному кінофестивалі в Торонто 8 вересня 2023 року.
У лютому 2024 року компанія Shout! Studios придбала права на дистрибуцію фільму в Північній Америці. 31 травня 2024 року фільм вийшов у прокат в США, Мексиці й Канаді.
Українська прем'єра стрічки відбулась на кінофестивалі Миколайчук OPEN у Чернівцях 16 червня 2024 року. Вігго Мортенсен особисто приїхав в Україну представляти фільм на кінофестивалі. На прес-конференції він розповів, що присвятив цю роботу своїй матері. У фільмі він хотів показати життя простих жінок, які чекають на своїх чоловіків з війни, а також про внесок цих жінок у країну.
В український прокат стрічка виходить 26 вересня 2024 року.

## Оцінки критиків
За даними Rotten Tomatoes, 85% зі 112 критиків позитивно оцінили фільм, надавши йому середню оцінку 7,1 бала з 10. На платформі Metacritic фільм отримав середній бал 70 зі 100 на основі відгуків 24 кінокритиків, що відповідає категорії «в цілому схвально».